# حمد بن عبد العزيز العيسى
حمد بن عبد العزيز العيسى، من امراء ينبع الذين حكموا ينبع مدة سبع وعشرين عاماً من بداية عام 1353هـ إلى 1377هـ.

## نشأته
ولد حمد العيسى عام 1297هـ في بلدة شقراء، وتلقى الدراسة على يد الشيخ إبراهيم بن عبد اللطيف، وتعلم أمور الدين وأصوله الثلاثة، وعُين عند الشيخ سعد السبيعي في شقراء، في الشؤون الخاصة الملكية، وخاض المعركة الكبرى على جدة مع سمو الأمير فيصل بن عبدالعزيز وحضر تسليمها من حاكمها آنذاك الشيخ عبد الله رضا، وأدى فريضة الحج سنة 1322هـ، ثم عاد إلى شقراء إلى نفس العمل الذي يشغله قبل رحلته، واثناء قيام الأمير فيصل برحلة حدود اليمن سافر بصحبته حتى استتبت الأمور، ثم عاد إلى الطائف وجلس فترة قصيرة، خلالها صدر أمر الملك عبد العزيز بتعيينه أميراً على ينبع بتاريخ الأول من شهر رجب من عام 1353هـ، ومعه خوياه وأكبر انجاله الشيخ محمد الوجيه من تجار الرياض، وقد أناب عنهُ والده في إمارة ينبع عام 1386هـ ومن أولاده عبد العزيز وعبد الله، وأحمد أناب عن والده على ينبع عام 1370هـ ومن أولاده عبد الرحمن وصالح وفهد ومساعد.

## تسلمه إمارة ينبع
حين صدر الأمر الملكي بتعيينه أميراً على ينبع، وصل حمد العيسى إلى ينبع في الأول من رجب 1351هـ وتسلم الإمارة، ومعه أولاده الذين دخلوا المدرسة الأميرية للتعليم وهم محمد وعبد العزيز وعبد الله وأحمد، وقد أناب الأبن الأكبر محمد في إمارة ينبع عن والده عام 1368هـ، وأناب الأبن أحمد عام 1370هـ، فكان يتابع إدارة الشرطة، ويُحرصهم على مراقبة الأحياء في المدينة من خلال عمد المحلات، وكان يتابع إدارة البلدية ويُحرصها على متابعة الأسواق وعدم التغالي في الأسعار واضاءة الأحياء والشوارع، وكان يحرص على أن يتم انتخاب المجلس الإداري والبلدي، كما كان يُحرص إدارة خفر السواحل على مراقبة الشواطئ ومحاربة المهربين، وكان بعد صلاة الجمعة في كل أسبوع يستقبل في قصره رؤساء الدوائر الحكومية والأعيان لمدة ساعة، ويسأل كل رئيس إدارة عن سير العمل في إدارته، وعندما اشتعلت الحرب العالمية الثانية، وقلت الأرزاق في المملكة، وعمل الملك عبد العزيز باستيراد السكر والشاي والقمح من الخارج، وعملت في مدن المملكة وفي ينبع مباسط للتموين من قبل الماليات في المدن، ويُباع السكر والشاي بالسعر الرمزي، وكان الخبز يوزع على كافة الفقراء في ينبع بالمجان، وكان حمد العيسى يُحرص القائمين على وصول الخبز للمحتاجين والأرامل والأيتام في كافة الأحياء والضواحي، وكان يفرح إذا هطلت الأمطار على ينبع البحر والنخل والعيص، ويُبرق لنائب الملك بالحجاز يبشرهُ بذلك، وكان يخرج بعد توقف الأمطار مع رجاله للتأكد من كميات الأمطار التي دخلت إلى الصهاريج، ويقف على البحيرات التي تتجمع فيها المياه، وكان يُسافر إلى منطقة العيص ليقف على أحوال البادية لحل المشكلات التي تواجههم، وقد كان يقوم أيضاً بتشكيل الوفود بالمناسبات التي تسافر من ينبع لمقابلة الملك عبد العزيز أو الملك سعود أو نائب الملك في الحجاز الأمير فيصل، وقد قام بتنفيذ مشاريعٍ عدة من أهمها: جلب الماء من ينبع النخل إلى ينبع الميناء، وسفلتة الطريق بين ينبع وجدة والمدينة، وفتح خمسة مدارس بعد أن كان في ينبع مدرسة واحدة، وفتح مدرسة للأيتام، وإنشاء مسجدين كبيرين في ينبع، وتعمير كافة المساجد القديمة في ينبع البحر وينبع النخل، وكان مشجعاً للعلم وأهله؛ فهو من شجع مدير مدرسة ينبع الأستاذ عبد الرحمن صباغ في عام 1362هـ على إرسال أول بعثة من ينبع إلى مدرسة تحضير البعثات بمكة المكرمة، وفي عام 1365هـ طلب منه بعض الأهالي أن يبعث بعض أيتام مدينة ينبع إلى دار الأيتام بمكة المكرمة، وبالفعل وافق على ذلك حتى أصبح البعض منهم يتقلد اعلى المناصب العسكرية في وزارة الداخلية.

## دوره في جلب المياه
عمل على تيسير وصول العين العزيزية المجلوبة إليها من منطقة المربع من ينبع النخل، وتهيأت ينبع لذلك الافتتاح إذ كانت الإذاعة السعودية تدلف إلى ينبع حيث أحضرت مساعد فني تسجيل معه مكائن الإذاعة وبعض الأشرطة؛ فكلف أمير ينبع مدير الشرطة يحيى المعلمي بالإشراف على الحفل وإلقاء القصيدة التي قال فيها: 

## وفاته
في عام 1377هـ طلب من الملك سعود إعفائه من منصبه، وعاد إلى شقراء، وفي نهاية العام توفي رحمهُ الله.

## انظر ايضاً
- ينبع
- حمد بن محمد آل ماضي